# Otto Mencke
Otto Mencke, né le 22 mars 1644 à Oldenbourg et mort le 18 janvier 1707 à Leipzig, est un savant et professeur allemand de morale et de politique à la faculté de philosophie de l'université de Leipzig.

## Biographie
Fils de Johannes Mencke, Otto Mencke est issu d’une grande famille de savants d’Oldenbourg, dont plusieurs membres ont enseigné à l’université de Leipzig. Il fait des études au collège de Brême, puis étudie la philosophie à Leipzig avant de recevoir sa maîtrise en 1664. Il étudie ensuite la théologie pendant un semestre à l’université d'Iéna avant de retourner à Leipzig où il se tourne vers le droit.
Il passe un doctorat en 1668 à l’université de Leipzig et reçoit le professorat en 1669. Sa contribution particulière est la création de la première revue scientifique allemande, les Acta Eruditorum, parue pour la première fois en 1682. Dans cette revue mensuelle rédigée en latin, de nouveaux ouvrages, surtout de sciences naturelles, ont été présentés. Mencke était en correspondance étroite avec Gottfried Wilhelm Leibniz qui a effectué plus de 100 contributions aux Acta Eruditorum. Mencke fut en correspondance avec Isaac Newton en 1693.
À sa mort, la publication des Acta Eruditorum a été poursuivie par son fils Johann Burckhardt Mencke (1674-1732) jusqu'à sa propre mort.
Otto Mencke est également connu pour sa descendance qui a produit une lignée de grands mathématiciens au nombre desquels Carl Friedrich Gauss. Le Mathematics Genealogy Project recense, en 2006, jusqu’à 103 556 mathématiciens dans sa descendance.